# Michael Gray (musicien)
Pour les articles homonymes, voir Michael Gray et Gray.
Michael Gray (né Michael Anthony Gray, le 25 juillet 1979) est un DJ et compositeur britannique de house. Il signe sous le label Altra Moda Music, et compose la moitié du duo de producteurs et remixeurs intitulé Full Intention.

## Biographie

### Débuts avec Full Intention
Avec Jon Pearn, Michael Gray exerce une carrière en duo avec le groupe Full Intention. Ce groupe est actif depuis le milieu des années 1990. Full Intention est aussi le nom d'un morceau que Michael Gray avait écrit dans les années 1990 pour les Brit Awards. Michael Gray se fait connaître du grand public avec Full Intention en 1996 grâce à son titre America (I Love America). America (I Love America) est un le premier titre qui propulse Michael Gray sur le devant de la scène house et dance internationale[réf. souhaitée]. 

### Carrière solo
En 2004, Michael Gray sort un single solo, intitulé The Weekend,  contenant un petit sample de Back at Ya de Kerr[Lequel ?]. Ce titre atteint le top 10 des ventes en Angleterre en 2005. The Weekend est également un véritable succès en Europe et en Amérique du Nord. L'interprète principale de cette chanson est la vocaliste house Shena. Le morceau utilise le thème « I can't wait for Saturday to begin », présent dans Get Down Saturday Night de Oliver Cheatham, modifié dans The Weekend en « I Can't Wait for the Weekend to Begin ».
En septembre 2006, Michael Gray sort Borderline qui atteint le top 20 des singles en Angleterre. Au début de 2007, Michael Gray sort Somewhere Beyond qui fait aussi de très bons scores[pas clair] surtout en Angleterre et en Australie. En 2008, Michael Gray sort son single Ready for This sous le nom Robot Man. En 2009, Michael Gray collabore avec Danism pour sortir Say Yes avec Lisa Millet sur le label Defected Records et toujours avec Danism You Will Remember avec Rae. En 2010, Michael Gray collabore avec Paul Harris, Kid Massive et Sam Obernik pour Home, avec Paul Harris et Jon Pearn, avec Amanda Wilson pour Caught Up, et avec Jon Pearn, Rob Roar et Cassandra Fox pour Lights Down Low.
Avec Full Intention, à la fin des années 2000, il sort des titres comme I Believe In You, Once In A Lifetime, I Will Follow encore Forever. Dans les années 2010, toujours avec Full Intention, il sort des titres comme So Confused, Signification, Keep Pushing, Let Me Be, ou encore What's In It.
En 2023, Gray publie son cours de production musicale Making a Modern Disco Classic. En avril 2024, près de 30 ans après le mixage original, Gray publie un remix officiel de Space Cowboy de Jamiroquai. En mai 2024, Gray sort un nouvel album intitulé Optimism sur Sultra Records. De plus, Gray est classé premier au Top Artists Of 2024 par Traxsource. En janvier 2025, Gray remixe un nouveau titre de Change and Tanya Michelle Smith intitulé Sunrise Forever. 

## Discographie

### Singles
- 2004 : The Weekend (feat. Shena)
- 2006 : Borderline (feat. Shelly Poole)
- 2007 : Somewhere Beyond  (feat. Steve Edwards)
- 2008 : Ready for This (feat. Nanchang Nancy)
- 2009 : Say Yes (feat. Danism and Lisa Millett)
- 2013 : The Underground (feat. Marco Lys)
- 2013 : MGNY - My World (feat. NY)
- 2016 : Walk Into The Sun 2016
- 2019 : Brother, Brother
- 2020 : Push
- 2020 : MacArthur Park (feat. Keli Sea)

### Sélection de remixes
- 2004 : Scape feat. D'Empress - Be My Friend
- 2005 : Yanou - Sun Is Shining
- 2007 : Splittr - All Alone
- 2008 : Seamus Haji, Lords of Flatbush - 24 Hours
- 2008 : Cicada - Beautiful
- 2008 : Priors - What You Need
- 2008 : Danism - Strike
- 2009 : Kläder and Vapen Featuring Anna Ternheim – What Have I Done
- 2009 : Gary Go - Open Arms
- 2009 : Visage - Fade to Grey
- 2010 : Izzy Stardust, Dumb Dan - Looking Out for A Bigger Love
- 2010 : Valeriya - All that I Want
- 2010 : Cee Lo Green - It's OK
- 2011 : Sterling Void - Runaway Girl
- 2012 : Tara McDonald - Give Me More
- 2015 : Electronic Youth - Be Right There
- 2019 : Jasper Street Co - Paradise
- 2020 : Vicky D - This Beat is Mine
- 2021 : Junior Jack presents Glory feat Jocelyn Brown - Hold Me Up
- 2022 : Robin S - I Believe
- 2022 : BB and the Q Band - Dreamer